# 대한민국 헌법 제18조
대한민국 헌법 제18조는 통신의 비밀을 침해해서는 안 된다는 대한민국 헌법의 조항이다.

## 본문
모든 국민은 통신의 비밀을 침해받지 아니한다.

## 참조조문
형법 제316조(비밀침해) ① 봉함 기타 비밀장치한 사람의 편지, 문서 또는 도화를 개봉한 자는 3년 이하의 징역이나 금고 또는 500만원 이하의 벌금에 처한다.

②봉함 기타 비밀장치한 사람의 편지, 문서, 도화 또는 전자기록등 특수매체기록을 기술적 수단을 이용하여 그 내용을 알아낸 자도 제1항의 형과 같다.

## 내용
- 통신의 비밀

## 같이 보기
- 대한민국 헌법 제2장
- 통신비밀보호법
- 도청
- 감청
- 국가보안법
- 형사소송법
- 전파관리법
- 비밀침해죄
- 대한민국 형법 제316조